# Куюргазинский район
Куюргазинский район (баш. Көйөргәҙе районы) — административно-территориальная единица (район) и муниципальное образование (муниципальный район) в её границах под наименованием муниципальный район Куюргазинский район (баш. Көйөргәҙе районы муниципаль районы) в составе Республики Башкортостан Российской Федерации.
Административный центр — село Ермолаево.

## География
Район расположен на юге Башкортостана, граничит с Оренбургской областью. Площадь района составляет 2 370 км². Территория района находится в пределах северных отрогов Общего Сырта с высотой до 400 м. Климат умеренно континентальный, теплый, засушливый. Гидрографическую сеть образуют реки Белая с притоком Мелеуз, Большой Юшатыр с притоками Большая Куюргаза и Малый Юшатыр. Преобладают выщелоченные и тучные черноземы. Островки дубовых, липовых, березовых и других лиственных лесов занимают 7 % территории района. Полезные ископаемые представлены газонефтяными и буроугольными местождениями. Большую ценность представляют спутники угля — горелая порода (глина, обожженная в естественных условиях) и кварцевые пески. Имеются месторождения гипса, песка, глин, суглинков, песчано-гравийной смеси, агрономических руд. Район промышленно-сельскохозяйственный. Под сельскохозяйственными угодьями занято 190,8 тыс. га (80,5 % территории района), из них под пашнями — 124,7 тыс. га, пастбищами — 57,9 тыс. га, сенокосами — 8,3 тыс. га. Развито зерновое хозяйство, фабричное свеклосеяние, возделывание подсолнечника, разведение молочно-мясного скота, овцеводство.
По территории района проходят железная дорога Уфа — Оренбург и Новомурапталово — Тюльган, автомобильные дороги Р-240 Уфа — Оренбург, Ира — Магнитогорск, Ермолаево — Фёдоровка.

## История

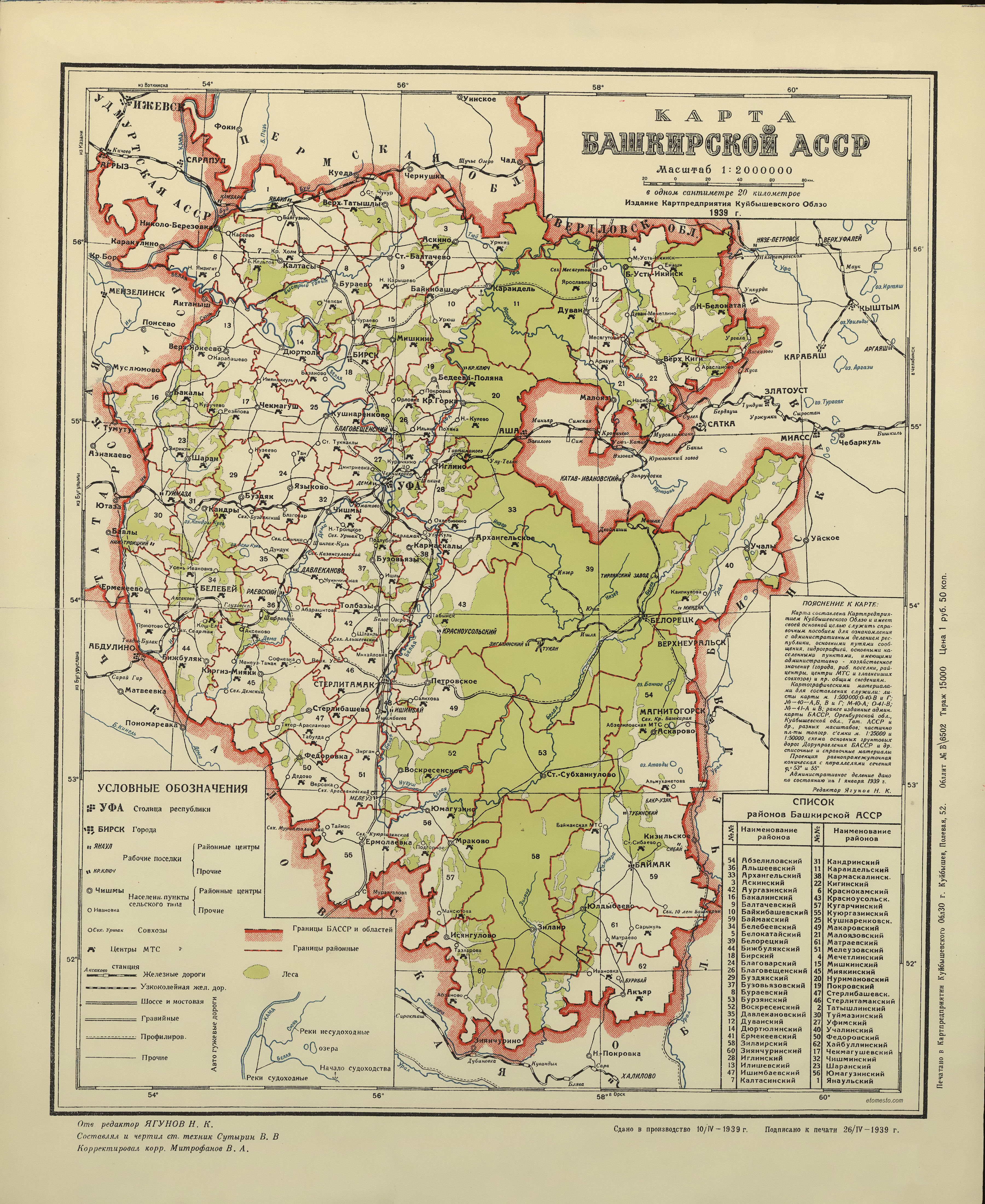
Куюргазинский район (1939).

Куюргазинский район образован 31 января 1935 года с центром в селе Ермолаево.
С 13 января 1965 года был переименован в Кумертауский район (центр — город Кумертау; с 29 августа 1990 года — центр в посёлке городского типа Ермолаево).
С 17 декабря 1992 года — возвращено наименование «Куюргазинский район».

## Население
| 1939    | 1959    | 1970    | 1979    | 1989    | 2002    | 2008    | 2009    | 2010    |
| ------- | ------- | ------- | ------- | ------- | ------- | ------- | ------- | ------- |
| 44 998  | ↘36 416 | ↘35 326 | ↘28 627 | ↘23 454 | ↗25 587 | ↗26 415 | ↘26 369 | ↘25 125 |
| 2012    | 2013    | 2014    | 2015    | 2016    | 2017    | 2018    | 2019    | 2021    |
| ↘24 957 | ↘24 555 | ↘24 186 | ↘23 798 | ↘23 617 | ↘23 360 | ↘22 985 | ↘22 612 | ↘21 254 |

Согласно прогнозу Минэкономразвития России, численность населения будет составлять:
- 2024 — 22,57 тыс. чел.
- 2035 — 20,6 тыс. чел.

### Национальный состав
Согласно Всероссийской переписи населения 2010 года: башкиры — 42,6 %, русские — 32,7 %, татары — 14,6 %, чуваши — 7,3 %, лица других национальностей — 2,8 %.
По итогам переписи населения 2020 года проживали следующие национальности (национальности менее 0,1 % и другое см. в сноске к строке «Другие»):
| Национальность | Численность, чел. | Доля     |
| -------------- | ----------------- | -------- |
| Башкиры        | 9744              | 45,85 %  |
| Русские        | 7213              | 33,94 %  |
| Татары         | 2680              | 12,61 %  |
| Чуваши         | 1184              | 5,57 %   |
| Казахи         | 97                | 0,46 %   |
| Армяне         | 76                | 0,36 %   |
| Украинцы       | 63                | 0,30 %   |
| Узбеки         | 45                | 0,21 %   |
| Другие         | 152               | 0,70 %   |
| Итого          | 21 254            | 100,00 % |

### Языковой состав
Согласно Всероссийской переписи населения 2010 года родными языками населения являлись:
башкирский — 42,2 %, русский — 36,2 %, татарский — 13,8 %, чувашский — 6,1 %.
Согласно Всероссийской переписи населения 2020 года родными языками населения являлись:
башкирский — 45,2 %, русский — 36,2 %, татарский — 12,1 %, чувашский — 5,2 %.

## Административное деление
В Куюргазинский район как административно-территориальную единицу республики входит 12 сельсоветов.
Город Кумертау образует отдельный городской округ и в состав района не входит.
В одноимённый муниципальный район в рамках местного самоуправления входит 12 муниципальных образований со статусом сельского поселения:
| №     | Муниципальное образование    | Административный центр | Количество населённых пунктов | Население (чел.) | Площадь (км²) |
| ----- | ---------------------------- | ---------------------- | ----------------------------- | ---------------- | ------------- |
| 1e-06 | Сельское поселение           |                        |                               |                  |               |
| 1     | Бахмутский сельсовет         | село Бахмут            | 6                             | ↘1046            | 151,52        |
| 2     | Ермолаевский сельсовет       | село Ермолаево         | 7                             | ↘8113            | 204,68        |
| 3     | Зяк-Ишметовский сельсовет    | село Зяк-Ишметово      | 3                             | ↘874             | 199,69        |
| 4     | Илькинеевский сельсовет      | деревня Илькинеево     | 5                             | ↘762             | 104,41        |
| 5     | Кривле-Илюшкинский сельсовет | село Кривле-Илюшкино   | 12                            | ↘1330            | 184,84        |
| 6     | Ленинский сельсовет          | село Бугульчан         | 6                             | ↘964             | 116,30        |
| 7     | Мурапталовский сельсовет     | село Новомурапталово   | 10                            | ↘2690            | 248,96        |
| 8     | Отрадинский сельсовет        | село Старая Отрада     | 7                             | ↘1077            | 146,00        |
| 9     | Свободинский сельсовет       | село Свобода           | 4                             | ↘1214            | 173,59        |
| 10    | Таймасовский сельсовет       | село Новотаймасово     | 5                             | ↘1192            | 174,34        |
| 11    | Шабагишский сельсовет        | деревня Шабагиш        | 7                             | ↘1256            | 186,37        |
| 12    | Якшимбетовский сельсовет     | село Якшимбетово       | 12                            | ↘2467            | 344,72        |

### Населённые пункты
| №  | Населённый пункт   | Тип     | Население | Муниципальное образование    |
| -- | ------------------ | ------- | --------- | ---------------------------- |
| 1  | Абдулово           | село    | ↘408      | Якшимбетовский сельсовет     |
| 2  | Айсуак             | село    | ↘1123     | Ермолаевский сельсовет       |
| 3  | Аксарово           | деревня | ↗321      | Мурапталовский сельсовет     |
| 4  | Александровский    | хутор   | ↗3        | Кривле-Илюшкинский сельсовет |
| 5  | Анновка            | деревня | ↘1        | Ленинский сельсовет          |
| 6  | Арслано-Амекачево  | деревня | ↘159      | Кривле-Илюшкинский сельсовет |
| 7  | Бальза             | деревня | ↘142      | Ленинский сельсовет          |
| 8  | Бахмут             | село    | ↘618      | Бахмутский сельсовет         |
| 9  | Бугульчан          | село    | ↘582      | Ленинский сельсовет          |
| 10 | Верхнее Бабаларово | село    | ↘137      | Якшимбетовский сельсовет     |
| 11 | Горный Ключ        | деревня | ↘113      | Бахмутский сельсовет         |
| 12 | Дедовский          | хутор   | →8        | Ермолаевский сельсовет       |
| 13 | Егорьевка          | деревня | ↘25       | Шабагишский сельсовет        |
| 14 | Ермолаево          | село    | ↘5974     | Ермолаевский сельсовет       |
| 15 | Знаменка           | деревня | ↘88       | Кривле-Илюшкинский сельсовет |
| 16 | Зяк-Ишметово       | село    | ↘682      | Зяк-Ишметовский сельсовет    |
| 17 | Ивановка           | деревня | ↗107      | Шабагишский сельсовет        |
| 18 | Илькинеево         | деревня | ↘327      | Илькинеевский сельсовет      |
| 19 | Канчура            | деревня | ↗185      | Шабагишский сельсовет        |
| 20 | Карагай            | деревня | ↗46       | Илькинеевский сельсовет      |
| 21 | Караево            | деревня | ↘85       | Якшимбетовский сельсовет     |
| 22 | Кинзябаево         | деревня | ↘233      | Кривле-Илюшкинский сельсовет |
| 23 | Кинья-Абыз         | деревня | ↘147      | Свободинский сельсовет       |
| 24 | Ковалёвка          | деревня | ↘81       | Ленинский сельсовет          |
| 25 | Красный Восток     | деревня | ↗66       | Бахмутский сельсовет         |
| 26 | Красный Маяк       | деревня | ↗169      | Мурапталовский сельсовет     |
| 27 | Кривле-Илюшкино    | село    | ↗678      | Кривле-Илюшкинский сельсовет |
| 28 | Кузнецовский       | хутор   | ↘10       | Кривле-Илюшкинский сельсовет |
| 29 | Кунакбаево         | деревня | ↘108      | Ермолаевский сельсовет       |
| 30 | Кутлуюлово         | село    | ↘277      | Якшимбетовский сельсовет     |
| 31 | Куюргазы           | деревня | ↘189      | Якшимбетовский сельсовет     |
| 32 | Кызыл-Маяк         | деревня | ↗40       | Мурапталовский сельсовет     |
| 33 | Лена               | деревня | ↘40       | Таймасовский сельсовет       |
| 34 | Маломусино         | деревня | ↘97       | Илькинеевский сельсовет      |
| 35 | Мамбеткулово       | деревня | ↗175      | Ленинский сельсовет          |
| 36 | Марьевка           | деревня | ↘245      | Зяк-Ишметовский сельсовет    |
| 37 | Михайловка         | деревня | ↘256      | Зяк-Ишметовский сельсовет    |
| 38 | Молоканово         | село    | ↘338      | Ермолаевский сельсовет       |
| 39 | Мураптал           | деревня | →41       | Мурапталовский сельсовет     |
| 40 | Мутал              | деревня | ↗4        | Шабагишский сельсовет        |
| 41 | Нижнее Бабаларово  | село    | ↘230      | Якшимбетовский сельсовет     |
| 42 | Новая Отрада       | деревня | ↗129      | Отрадинский сельсовет        |
| 43 | Новая Уралка       | деревня | ↗232      | Отрадинский сельсовет        |
| 44 | Новоаллабердино    | деревня | ↘19       | Мурапталовский сельсовет     |
| 45 | Новокалтаево       | деревня | ↗118      | Мурапталовский сельсовет     |
| 46 | Новомихайловка     | деревня | ↘2        | Кривле-Илюшкинский сельсовет |
| 47 | Новомурапталово    | село    | ↘1289     | Мурапталовский сельсовет     |
| 48 | Новомусино         | село    | ↘305      | Илькинеевский сельсовет      |
| 49 | Новотаймасово      | село    | ↗579      | Таймасовский сельсовет       |
| 50 | Новотроицкая       | деревня | ↘38       | Кривле-Илюшкинский сельсовет |
| 51 | Новоядгаровская    | деревня | ↘1        | Кривле-Илюшкинский сельсовет |
| 52 | Новоямашево        | деревня | ↘71       | Кривле-Илюшкинский сельсовет |
| 53 | Ольховка           | хутор   | ↘16       | Отрадинский сельсовет        |
| 54 | Павловка           | деревня | ↘235      | Кривле-Илюшкинский сельсовет |
| 55 | Покровка           | село    | ↗169      | Бахмутский сельсовет         |
| 56 | Пчелка             | деревня | ↘2        | Ленинский сельсовет          |
| 57 | Разномойка         | хутор   | ↘13       | Якшимбетовский сельсовет     |
| 58 | Савельевка         | деревня | ↘40       | Отрадинский сельсовет        |
| 59 | Самарцево          | деревня | →1        | Отрадинский сельсовет        |
| 60 | Сандин             | хутор   | ↗13       | Ермолаевский сельсовет       |
| 61 | Сандин 2-й         | деревня | ↘149      | Ермолаевский сельсовет       |
| 62 | Свобода            | село    | ↘629      | Свободинский сельсовет       |
| 63 | Среднее Бабаларово | село    | ↘64       | Якшимбетовский сельсовет     |
| 64 | Старая Отрада      | село    | ↘529      | Отрадинский сельсовет        |
| 65 | Старомурапталово   | деревня | ↘380      | Мурапталовский сельсовет     |
| 66 | Суракаево          | хутор   | ↗5        | Кривле-Илюшкинский сельсовет |
| 67 | Таймасово          | село    | ↘313      | Таймасовский сельсовет       |
| 68 | Тимербаево         | деревня | ↘298      | Свободинский сельсовет       |
| 69 | Тюканово 2-е       | деревня | ↗439      | Свободинский сельсовет       |
| 70 | Ульяновка          | деревня | ↘9        | Таймасовский сельсовет       |
| 71 | Холмогоры          | деревня | ↘121      | Шабагишский сельсовет        |
| 72 | Холодный Ключ      | деревня | ↘317      | Шабагишский сельсовет        |
| 73 | Шабагиш            | деревня | ↗581      | Шабагишский сельсовет        |
| 74 | Юмагузино          | деревня | ↗155      | Илькинеевский сельсовет      |
| 75 | Юшатырка           | деревня | ↗222      | Мурапталовский сельсовет     |
| 76 | Язлав              | деревня | ↘163      | Якшимбетовский сельсовет     |
| 77 | Якупово            | село    | ↘322      | Якшимбетовский сельсовет     |
| 78 | Якутово            | село    | ↘343      | Мурапталовский сельсовет     |
| 79 | Якшимбетово        | село    | ↘835      | Якшимбетовский сельсовет     |
| 80 | Ялчикаево          | деревня | ↗386      | Таймасовский сельсовет       |
| 81 | Ямангулово         | деревня | ↘237      | Отрадинский сельсовет        |
| 82 | Ямансарово         | село    | ↘232      | Бахмутский сельсовет         |
| 83 | Янги-Аул           | хутор   | ↘15       | Бахмутский сельсовет         |
| 84 | Янги-Юл            | деревня | ↘128      | Якшимбетовский сельсовет     |

## Образование

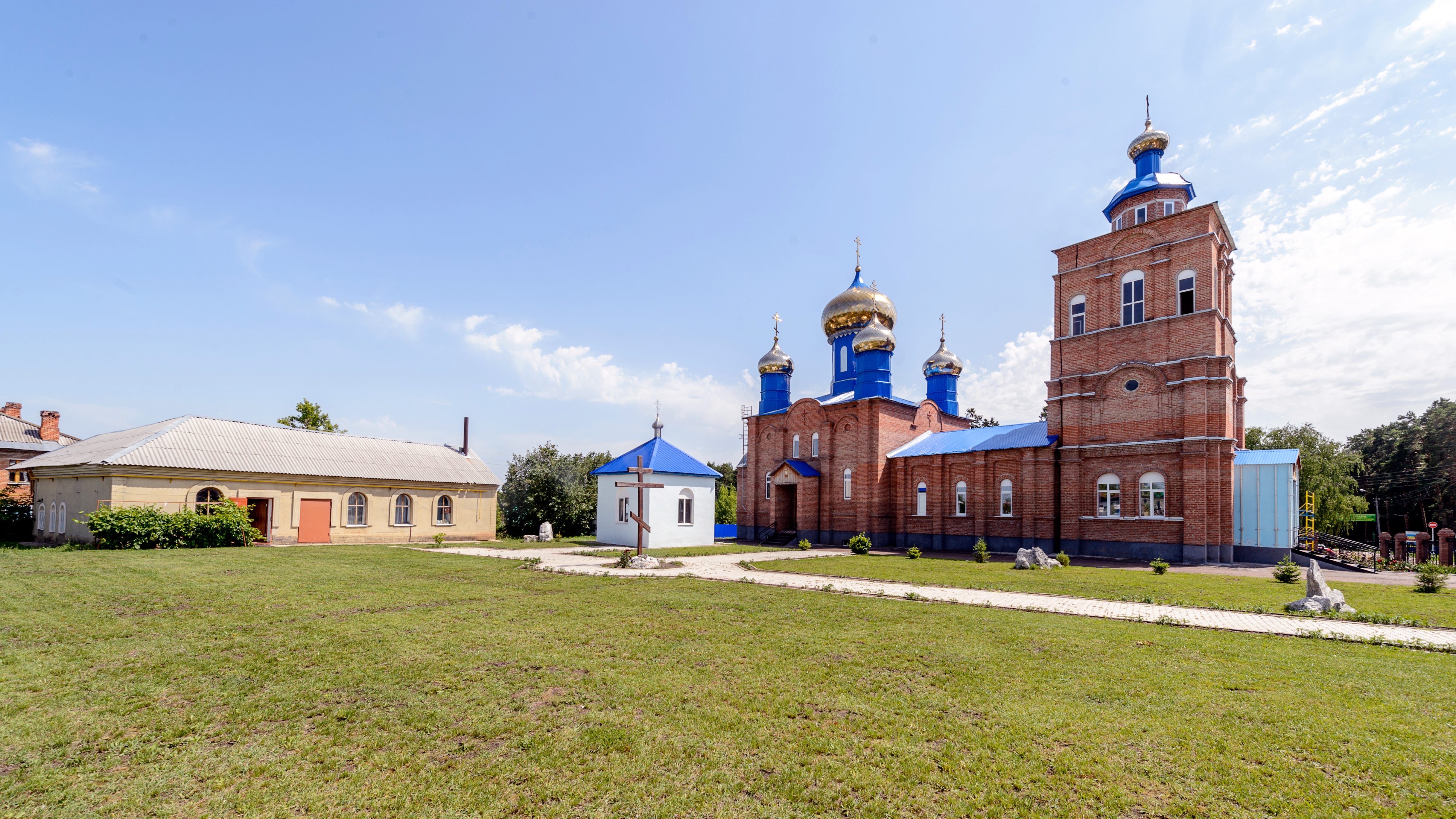
Церковь Святого Тихона в Ермолаево

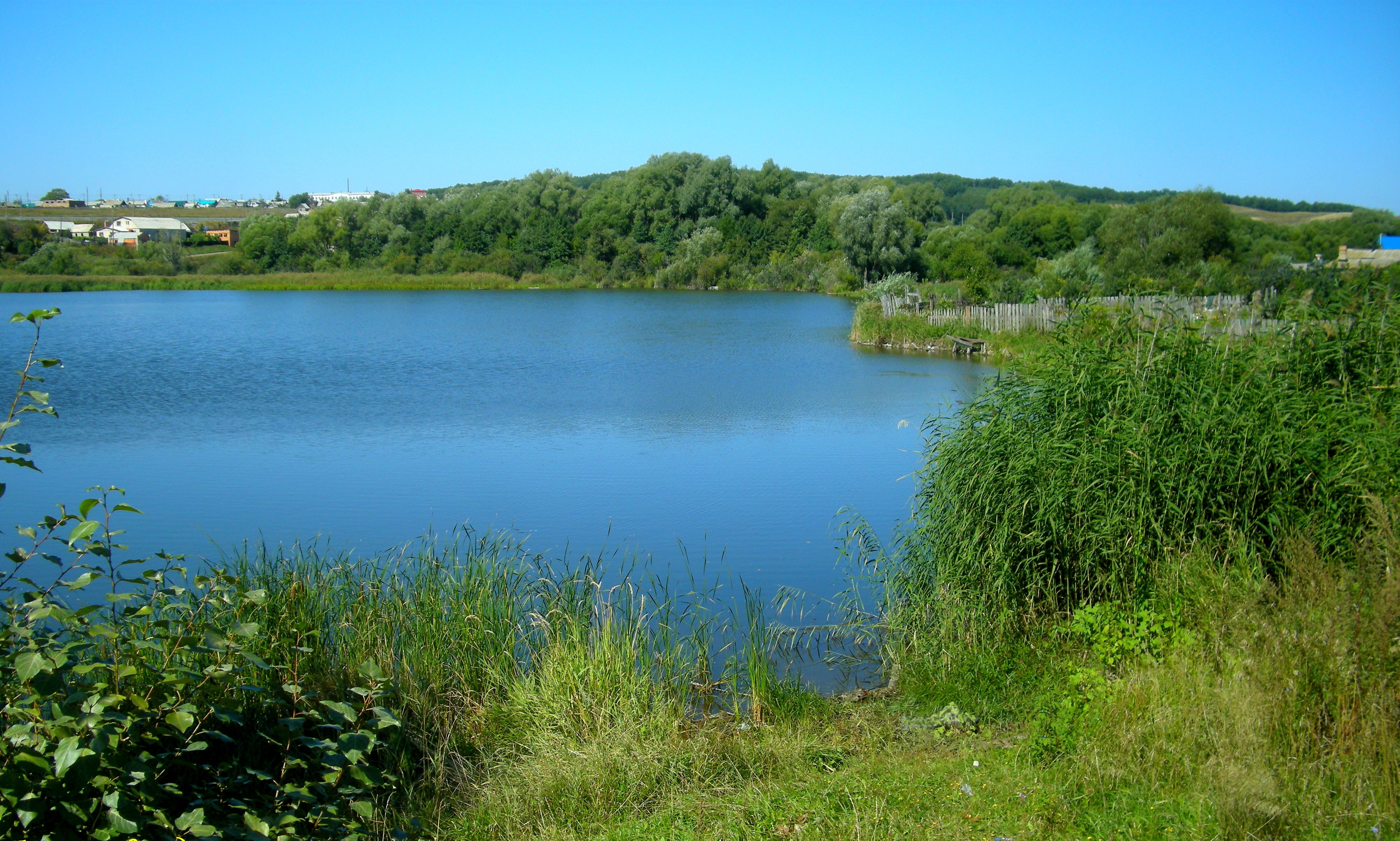
Ермолаевский пруд

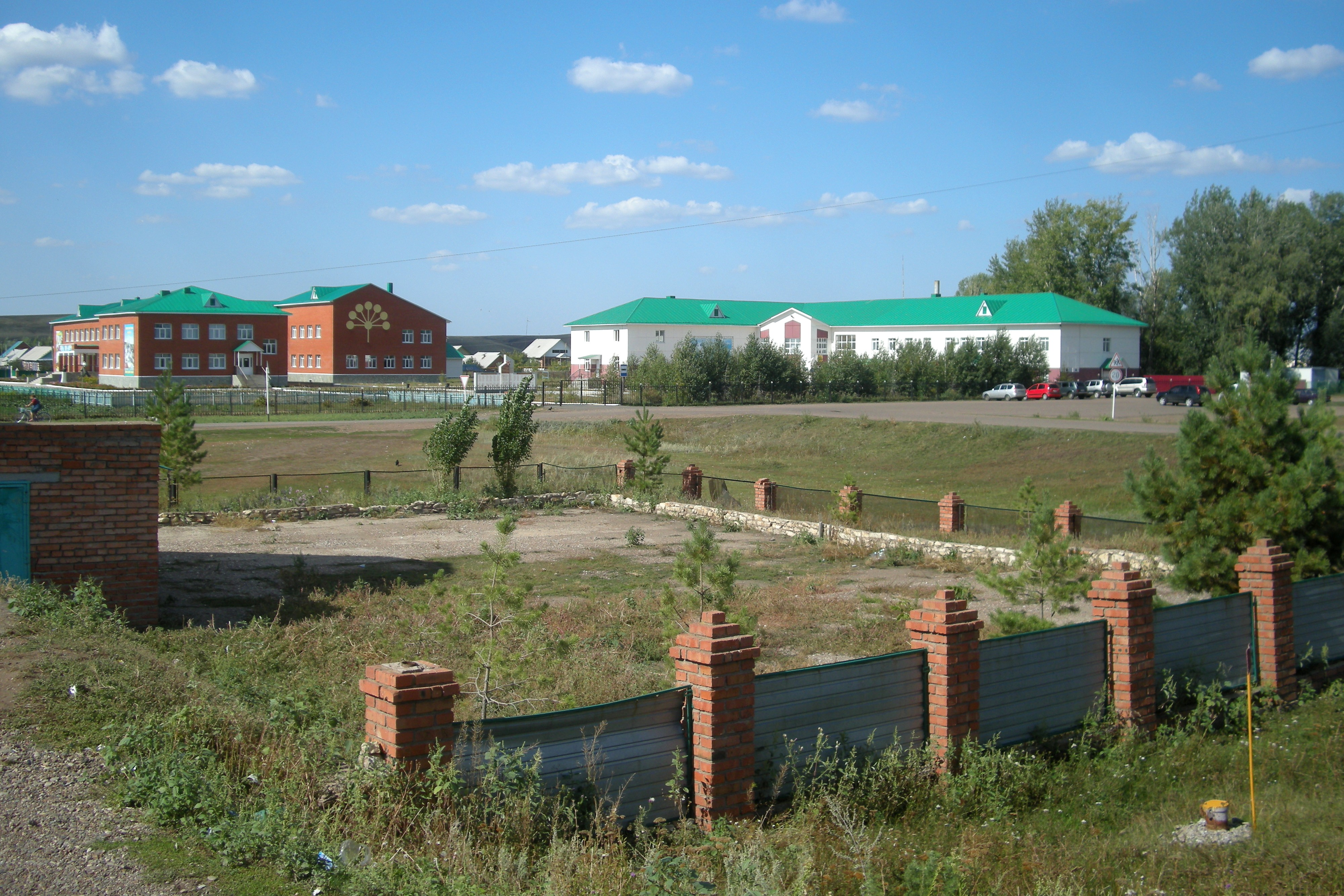
Мурапталово

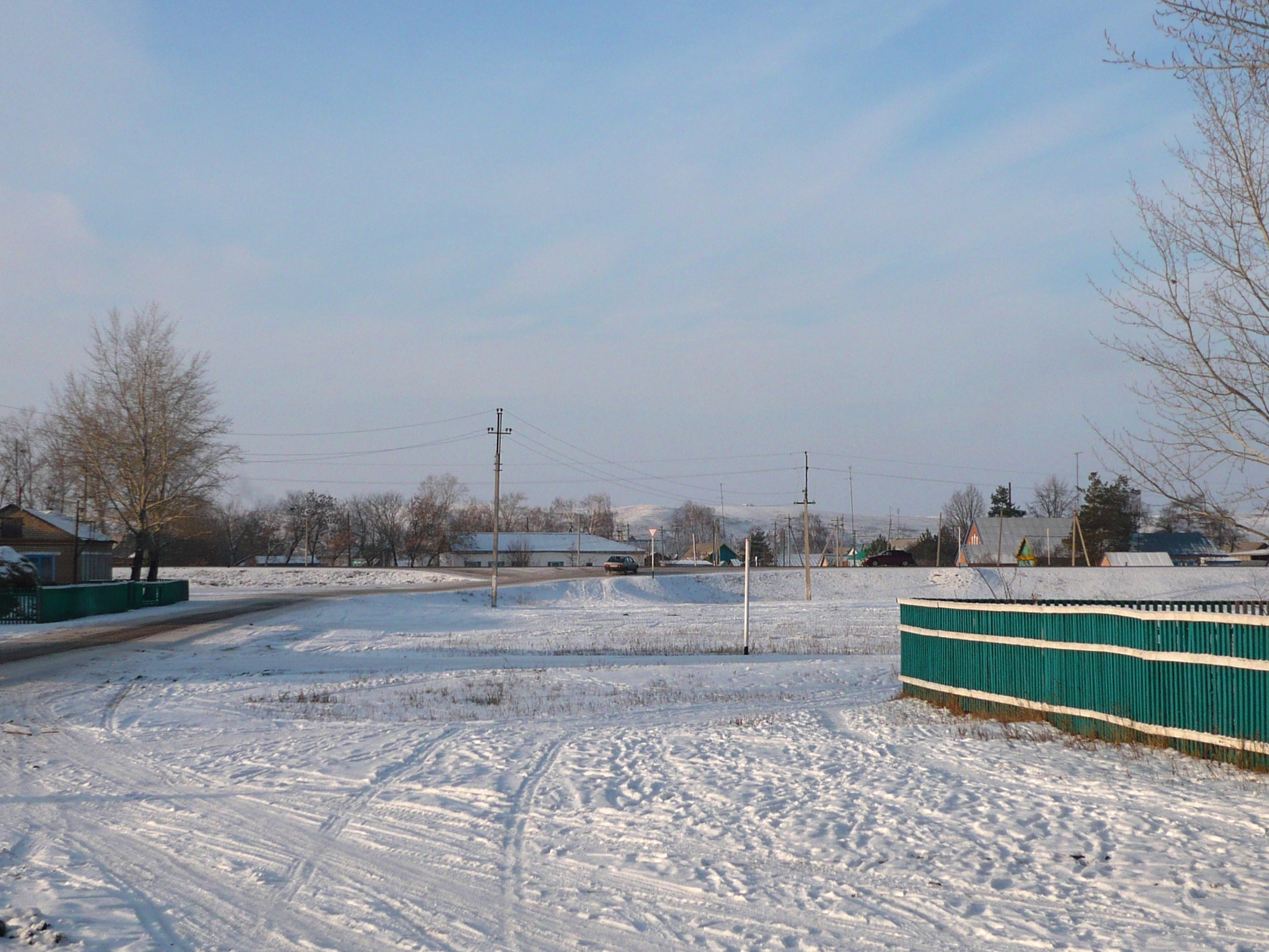
Новомурапталово

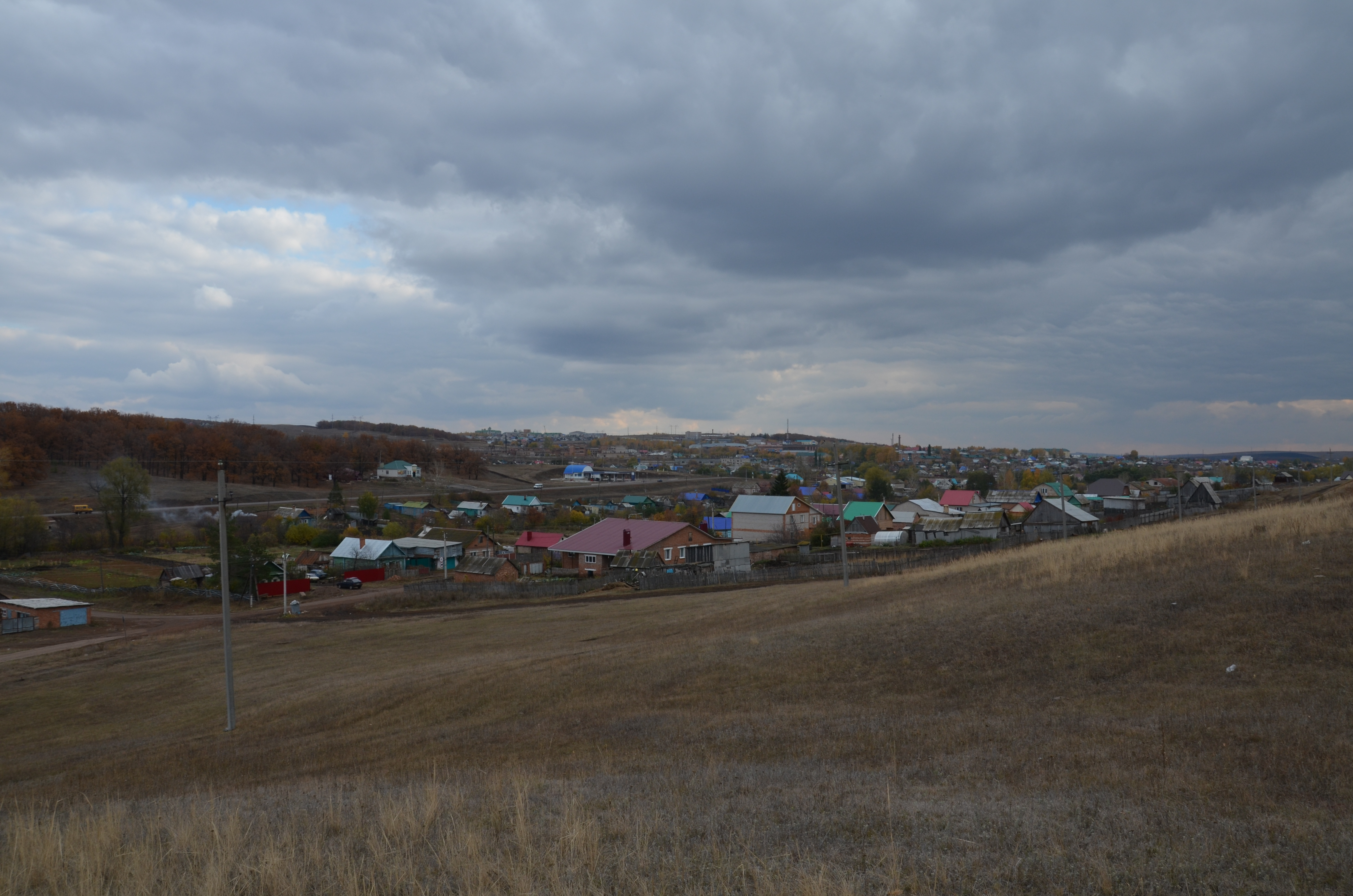
Ермолаево

В районе действует 23 общеобразовательные школы, в том числе 13 средних, музыкальная и спортивная школы,

## Социальная сфера
В районе работают муниципальное автономное учреждение "Районный дворец культуры «Йэшлек»" с подразделением — Парк культуры и отдыха с. Ермолаева, 41 сельское клубное учреждение, из которых 15 сельских домов культуры, 26 сельских клубов, муниципальное бюджетное учреждение культуры «Куюргазинская межпоселенческая центральная библиотека», в составе которой 19 сельских библиотек-филиалов и детская районная библиотека, муниципальное автономное учреждение дополнительного образования детей «Ермолаевская детская школа искусств», три музея (историко-краеведческий музей, музей Кинзи Арсланова, музей Газиза Альмухаметова), центральная районная и две сельские участковые больницы. Издаются газеты на башкирском языке («Юшатыр») и на русском («Куюргаза»).

## Известные жители и уроженцы
- Азнабаев, Марат Талгатович (род. 1 февраля 1939) — российский врач-офтальмолог, заслуженный врач БАССР (1977), заслуженный врач РСФСР (1986), доктор медицинских наук (1986), профессор (1989), заслуженный деятель науки РБ (1991), академик АН РБ (1995), заслуженный деятель науки РФ (2004)[40].
- Алибаев, Сагид Рахматович (23 ноября 1903 — 2 января 1975) — советский государственный деятель, педагог, кандидат педагогических наук (1955), заслуженный учитель школы РСФСР (1960)[41].
- Альмухаметов, Газиз Салихович (29 октября 1895 — 10 июля 1938) — башкирский и татарский певец и композитор, музыкально‑общественный деятель. Первый из певцов удостоился звания «Народный артист Башкирской АССР» (1929)[42].
- Арасланов, Гафиатулла Шагимарданович (20 сентября 1915 — 5 января 1945) — советский военнослужащий, майор, командир танкового батальона, Герой Советского Союза[43].
- Байбулатов, Раиль Фатхисламович (2 июня 1937 — 22 июля 2002) — башкирский писатель, член Союза писателей Башкирской АССР (1984), заслуженный работник культуры Башкирской АССР (1988), заслуженный работник культуры Российской Федерации (1997), Лауреат премии имени С. Чекмарёва (1991)[44].
- Бакирова, Миниса Минивалеевна (род. 27 декабря 1947) — актриса Стерлитамакского театра драмы, Народная артистка БАССР[45].
- Бикбай, Баязит (10 января 1909 — 2 сентября 1968) — башкирский поэт, прозаик и драматург, либреттист, Заслуженный деятель искусств Башкирской АССР (1957)[46].
- Биктимиров, Салман Галиахметович (14 августа 1913 — 24 февраля 1971) — старший сержант Рабоче-крестьянской Красной армии, участник Великой Отечественной войны, Герой Советского Союза[47].
- Вахитов, Шавали Мухаметович (род. 15 декабря 1932) — животновод, мастер машинного доения, Герой Социалистического Труда[48].
- Волигамси, Ринат Фазлетдинович (род. 6 марта 1968) — российский художник-постконцептуалист[49][50].
- Гайсин, Хасан Назирович (8 мая 1908 — 12 августа 1991) — участник Великой Отечественной войны, сержант, командир пулемётного расчёта 700-го стрелкового полка 204-й стрелковой дивизии 51-й армии 1-го Прибалтийского фронта, Герой Советского Союза[51].
- Ганиева, Тамара Ахметшарифовна (род. 25 января 1951) — башкирская поэтесса, переводчик, драматург, заслуженный работник культуры РБ (1993), член Союза писателей БАССР (1986), лауреат премий Р. Гарипова (1998), имени Ф. Карима (2004)[52];
- Заки, Шамсетдин Ярмухаметович (1822 — октябрь 1865) — татарский и башкирский поэт, последователь суфизма.[53][54].
- Кинзя Арсланов (1723—1774?) — основатель аула (1770 год), один из руководителей Крестьянской войны 1773—75 гг.[55].
- Мигранов, Равиль Зарипович (род. 24 июля 1941) — российский легкоатлет-марафонец, чемпион мира среди ветеранов по кросс-кантри (2007), победитель международных марафонов в Омске, Москве, Санкт-Петербурге в своей возрастной группе.
- Сахаутдинов, Венер Газизович (род. 1 января 1939) — хирург, член-корреспондент АН РБ (1995), доктор медицинских наук (1975), профессор (1975), заслуженный деятель науки РФ (1990), заслуженный деятель науки БАССР (1983), заслуженный врач РБ (1993), изобретатель СССР, отличник здравоохранения России (1991)[56].
- Султангареев, Рашит Гимранович (25 декабря 1935 — 5 ноября 2000) — башкирский писатель, публицист. Лауреат Республиканской премии имени Салавата Юлаева (1978)[57].
- Султангареев Амир Мигранович — юрист-государствовед, писатель, публицист, заслуженный юрист Республики Башкортостан, Член Союза писателей России и Башкортостана.
- Хохлов, Анатолий Иванович (1 июля 1918 — 4 февраля 1995) — советский офицер, участник Великой Отечественной войны, Герой Советского Союза[58].
- Хусаинов, Хурмат Хамзиевич (10 марта 1920 — 11 ноября 1995) — командир орудия 435-го истребительно-противотанкового артиллерийского полка 8-й отдельной истребительно-противотанковой артиллерийской бригады 69-й армии 1-го Белорусского фронта, старшина, полный кавалер ордена Славы[59].
- Чуева, Анна Николаевна (22 мая 1895 — 7 июля 1973) — овощевод колхоза «Путь труда» Язлавского сельсовета Куюргазинского района БАССР, Герой Социалистического Труда[60][61].
- Шатунов, Юрий Васильевич(6 сентября 1973 — 23 июня 2022) — российский и советский певец, бывший солист группы «Ласковый май»
- Юмагулов, Ильшат Халилович (26 января 1932 — 6 ноября 2007) — советский башкирский актёр и драматург[62].

## Достопримечательности
- Музей Кинзи Арсланова — муниципальное бюджетное учреждение культуры и искусства[63][64].
- Государственный заказник «Наказбашевский» — зоологический природный заказник, создан с целью сохранения, воспроизводства и восстановления ценных в хозяйственном, научном и культурном отношении видов диких животных, среды их обитания и поддержания целостности естественных сообществ[65][66].
- Ермолаевский парк — парк культуры и отдыха, заложен в 1850-1860 гг[67][68].
- Пещера Кинзи — природная пещера с лечебной водой[69].
- Якутовский солёный источник — родник на левом берегу р. Казлаир, памятник природы с 1965 года[70][71].